# Мичел (окръг, Канзас)
Окръг Мичел (на английски: Mitchell County) е окръг в щата Канзас, Съединени американски щати. Площта му е 1862 km², а населението - 6420 души. Административен център е град Белойт.